# 頭城搶孤
頭城搶孤，是每年農曆七月於台灣宜蘭的頭城鎮地區舉辦的中元搶孤活動，為台灣重要民俗祭典，也被視為臺灣規模最大的搶孤活動。至今以發展成涵蓋相關民間宗教儀式與官方、民間的週邊藝文活動。該活動至今正式指定為宜蘭縣無形文化資產之一。

## 沿革

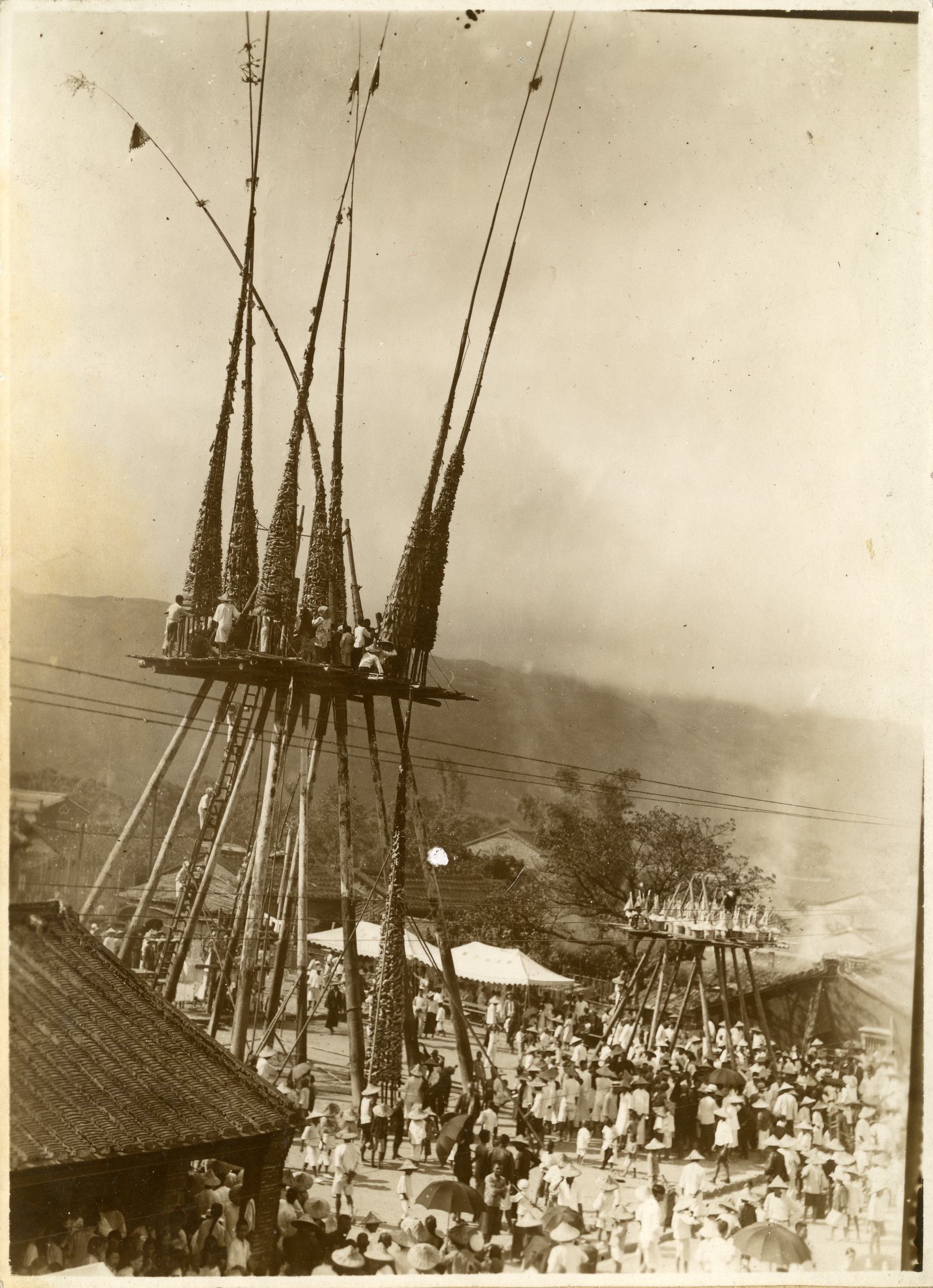
台灣日治時期所舉行的頭城搶孤，由彭瑞麟於1935年所攝。

搶孤起源於佛教盂蘭盆會，頭城搶孤被認為與漢人遷移蘭陽平原開發之歷史密切相關，主要是由烏石港碼頭工人發起，另一說是自吳沙登上蘭陽平原次年，為紀念蒙難孤魂而舉辦。由於早期開墾過程中曾經歷天災、疾病和戰爭緣故使部分居民難以安葬，在魂魄無處安放。因此當地居民則訂於每年農曆七月集資舉辦普渡法會，並於農曆七月三十日（鬼門關）舉行的搶孤儀式，搶孤者需要彼此競爭攀爬孤柱，藉以迂祭品與順風旗以達到慎終追遠、普渡孤魂的目的。
對於該活動舉行的最早記載，可追溯到清道光5年（西元1825年）。噶瑪蘭通判烏竹芳曾於《噶瑪蘭廳志》〈蘭城中元〉一詩中提及搶孤。並於詩題下附註：「蘭每年七月十五夜，火炬燭天，笙歌喧市，沿溪放燄；家家門首各搭高台，排列供果，無賴之徒爭相奪食，名為搶孤。」，早期孤棚則在頭城開成寺城隍廟前廣場舉行，另一個較低的飯棚則建在頭城慶元宮舉行。其中，由於慶元宮前原有碼頭，大坑里的船家可提供帆船桅桿作為搭設孤棚之用，造成頭城搶孤的孤棚都比其他地方高大，該廟虎邊廂廊則作為放置頭孤棚所需孤柱之所使用。然而對於關於清治時期頭城搶孤的活動樣貌，在《噶瑪蘭志略》和《噶瑪蘭廳志》均缺乏明確的記載。
由於活動的危險性及當時局勢不穩因素，光緒20年（西元1894年）劉銘傳有鑒於此將活動視為陋習，並下令禁止舉行，儘管曾在日治時期期間復辦，並曾被《臺灣日日新報》大篇幅連載了搶孤報導。在1935年9月8日的報導則特別以「全島唯一」為標題，並其後1936年增田福太郎、與1937年鈴木清一郎也前來觀察、記錄。在日治時期，已具有觀光、休閒及遊樂的性質，如宜蘭線鐵路會加開臨時列車，日本警察也會出來指揮交通，專賣品零售業者也搭上相關的商業廣告活動。然而，隨著皇民化運動以及第二次世界大战的爆發，該活動於1937至1945年間停辦。
戰爭結束後，1946年，在頭圍鄉首任鄉長盧讚祥的倡議下，搶孤活動恢復舉辦，然而該年農曆七月三十日深夜的搶孤則發生一死一傷事件次年加裝安全網卻仍傳出意外，鎮長黃竹旺因而停辦，1949年後，臺北縣政府宜蘭區署行文頭城鎮代表以禁止迎神賽會且影響治安等原因，搶孤活動被禁止舉行。。隨後，頭城鎮民代表會成立「頭城鎮中元祭典委員會」，由各委員由現任代表與里長兼任，以代表會作為實質運作中元祭典單位。並持續於開成寺前辦理中元祭典。

### 復辦
1991年，因應時任宜蘭縣長游錫堃推行「文化立縣」指標，宜蘭縣政府舉行「紀念開蘭一九五週年系列活動」，決議在頭城復辦搶孤活動，在頭城中元祭典委員會多次舉行首次會議後，最後決定復辦並增加多項安全措施，並交由頭城鎮中元祭典委員會主導活動。儘管在1992、1993年都持續辦理，然而，由於每次舉辦都需要龐大的財政支出，在1994年及1995年便因經費補助、場地問題而兩次停辦，僅在頭城海水浴場旁文小二空地，舉行聯合祭典。直至1996年「開蘭二百年紀念」及宜蘭縣政府推動文化建設，搶孤得以再度舉行。1997年因臺灣省政府功能業務與組織調整確定，頭城中元祭典委員會透過對外提供「祈福斗燈」，接受民眾認購捐助輔助金，祭典委員會也不再對各村里補助任何經費。
1998-2003年期間，由於經費不足，搶孤而不得不暫停舉辦。2003年，社團法人宜蘭縣頭城鎮中元祭典協會成立，祭典協會成員主要由現任各里長及鎮民代表參與，並在2004年起獲宜蘭縣議會與宜蘭縣政府後則持續舉行至今，並演變成結合觀光和體育的民俗表演活動。
2006年12月27日，根據《文化資產保存法》第59條，及《傳統藝術民俗及有關文物登錄指定及廢止審查辦法》第64條規定，以及以「兼具宗教民俗、體能競賽的崇敬、詭異和激烈，不止臺灣僅見，放眼世界各地民族亦是少有。」理由，「頭城搶孤」被公告為民俗節慶類文化資產。同年據報導，崁頂鄉地方人士曾數度往頭城搶孤儀式，希望屏東縣府及中央能有經費來恢復北院廟的搶孤儀式。
2020至2022年期間，受到嚴重特殊傳染性肺炎疫情的影響，當年的活動被迫停辦。當前搶孤主要在「頭城搶孤民俗教育園區」舉行。

## 孤棧製作

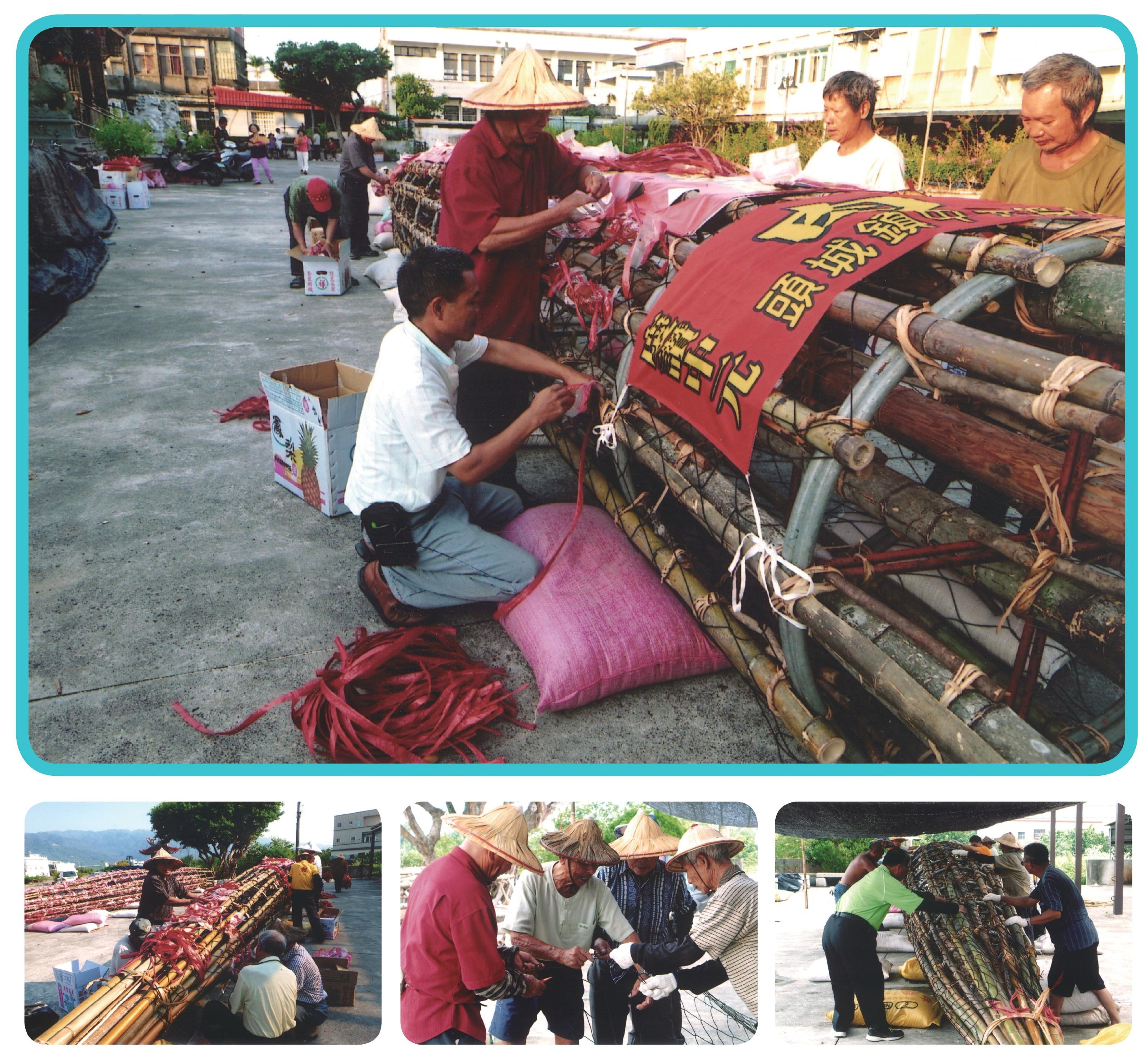
綁棧

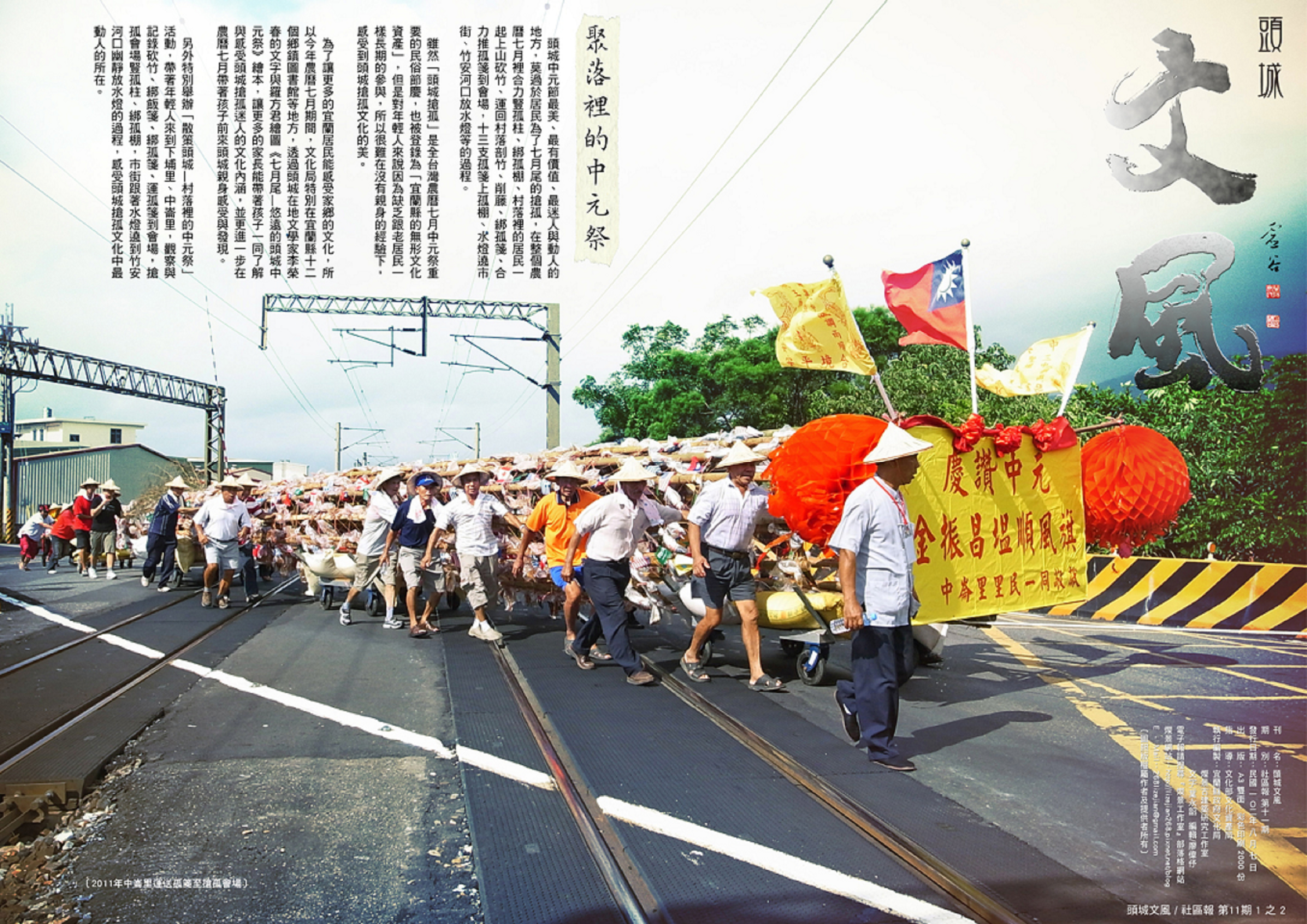

通常在活動中，孤的棚架分為兩種主要類型，分別為「飯棚」和「孤棚」（臺羅：koo-tshián）。其中飯棚俗稱「乞丐棚」，期規模較小，高度約為18尺。通常棚上擺放一籮米飯，隨後由法師施展「化食法」以確保鬼魂可以得到充分的食物供應。該棚在早期曾在十五日進行搶棚活動，被視為搶孤前的熱身，因有著「頭城搶孤第一棧」之稱。該棚主要由下埔王爺棧負責建造。
孤棚則為正式比賽用的棚架，規模遠比飯棚大，高達43公尺。孤棚上共設有13支孤棧，每支都掛著不同的供品，還有各種大小的金牌和順風旗。主要由三個部分組成：
- 上部：頂部懸掛著13座孤棧，每座孤棧高約30公尺，由16根竹子編織而成。這些孤棧上綁有各種祭品，並在頂端置卦著順風旗。[31][32]
- 中部：孤棚的中間有一個倒翻棚（臺羅：tò-huan-pênn），長約12公尺，寬約7.2公尺。
- 下部：孤棚的基座包括16根衫木孤柱，每根孤柱高約13公尺，並且每根都塗抹了約75公升的牛油，以增加攀爬的難度。

孤棧在早期主由頭城各村居民共同製作。主要以竹子為主要材料，將莿竹的下段剖成四片，象徵四季。這些竹片再放入預先綁好的13個圓竹箍（當代則使用鐵箍），並使用黃籐將內側的圓箍和外側的四個竹片固定在一起，最外層再綁上代表12個月份的12根長枝竹，最後在孤棧的頂端綁上棧尾竹。
此外，居民還會在孤棧上綁上具有供品，這些供品代表各個村莊的文化和信仰。並搶孤當天的上午將孤棧運送到搶孤活動場地。近代，為傳承孤棧製造文化，蘭陽博物館每年則定期舉辦孤棧傳習活動，邀請當地耆老傳授孤棧製作方法。

## 活動
頭城中元活動可以依照地方習俗分為兩種主要類型：地區性中元普度和由頭城地方共同籌辦的中元普度活動。前者是由頭城各里自行舉辦的中元普度，包括各里的公廟和里民自宅進行的拜門口兩種方式。普度的時間則由各里的公廟自行訂定，或者根據里民的俗約進行統一祭拜。後者則是由頭城開成寺籌辦的中元普度活動，其中包括搶孤，其普度時間則固定在農曆七月末的三天。因此頭城搶孤實際上為「頭城開成寺城隍廟中元祭典」在祭典結束後所進行的民俗活動。
研究學者則將頭城搶孤的演變分為四個階段。首先是以賑濟孤苦流民為主旨的「門口搶孤」，然後是以袚禳為主旨的「集體搶孤」，接著演變成以競技為主的「選手搶孤」，最後發展成當代以觀光和民俗體育為主旨的「民俗搶孤」。對
其中醮典為期三天。首日的儀式包括道士誦吟梁皇寶懺，次日有遊行和放水燈的活動，第三日則將舉辦搶孤。
近年由於傳統節慶的變革，搶孤活動逐漸引入各種變化及娛樂元素。除了傳統的搶孤競賽之外，還包括一系列表演節目，如歌唱比賽、影歌星表演和歌仔戲等。

### 醮局流程

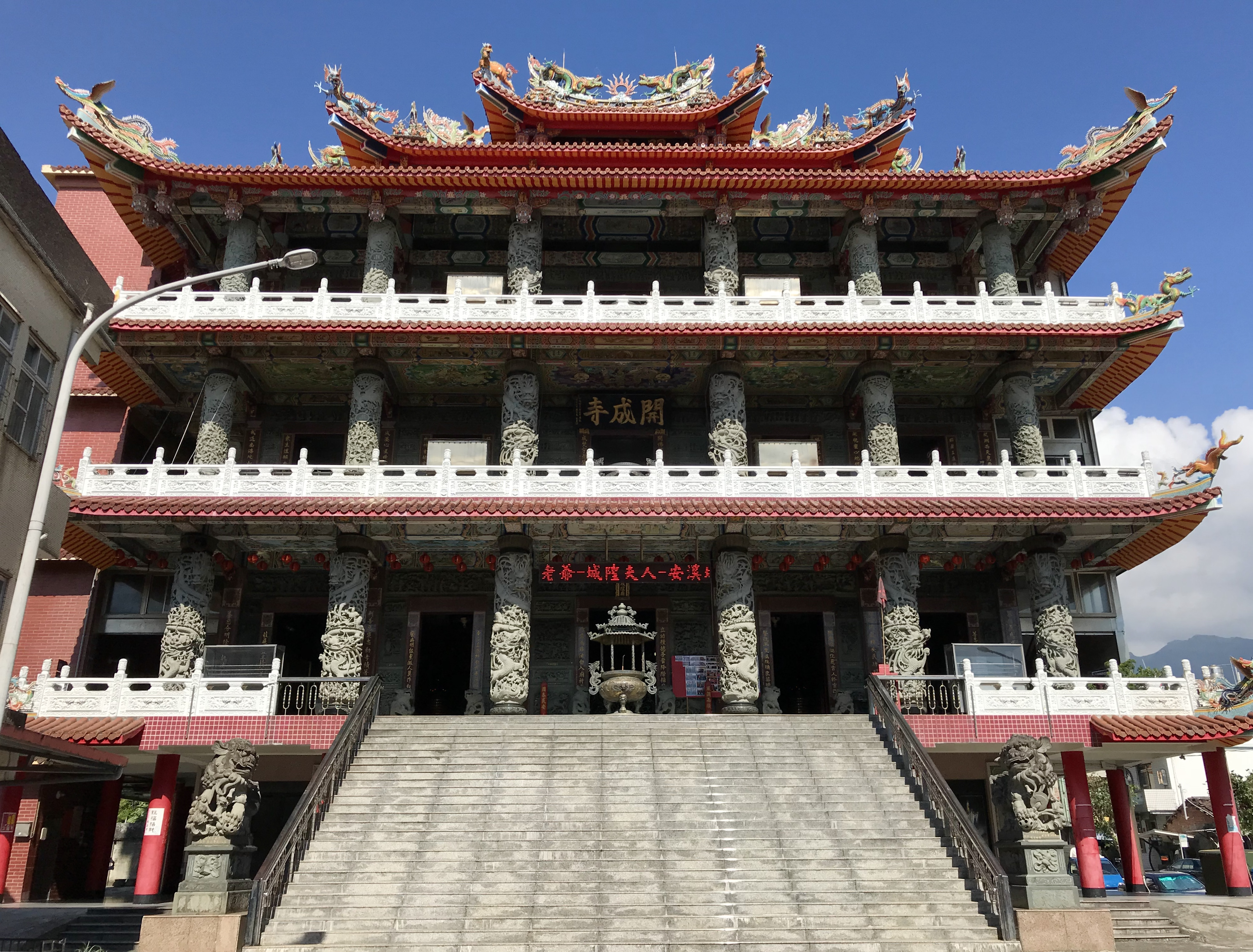
頭城開成寺城隍廟

醮局組織以合稱為「四大柱」、「頂四柱」的主會、主醮、主壇、主普這四職務主要籌辦醮局各事項首要職務，各一人擔任。主會，為醮壇之總監督；主醮，督導道士，負責祭儀者；主壇，負責辦理醮壇之建設與拆除；主普，為普度負責人，辦理普施賑濟者。四大柱下又設副會首、協會首、都會首、讚會首等，稱為「四小柱」、「下四柱」，作為輔助執行。
農曆七月一日，祝告天神與老大公祭祀活動之「祝告天神破土押煞」儀式展開。並在七月十一日至十五日之間進行飯棧製作，於十五日舉行開蒙普施儀式。七月半二十日後則開始搭建醮壇，並著手籌備建醮的各項事宜。醮事科儀通常由紅頭道士團負責，一旦落成後則開始豎立燈籠和進行其他儀式。
迎神坐鎮儀式於七月二十六日開始，目的是迎請神明降臨醮壇以主持搶孤活動，隨後則為燈篙科儀，為招神請鬼的重要儀式。完成燈籠科儀後則正式進了三天的三朝醮典。
七月二十七日為醮典第一日，該天主要儀式包括發表啟功、上表章程、敬告天地以道士入壇儀式，通常會有拜發表章的科儀，以標誌醮典儀式正式開始。隨後，進行啟請諸神的儀式以及誦經禮懺的科儀，由醮典道士團前往當地村莊、里長和民意代表的家中獻敬祭品。晚間的活動則包括展演臺灣北度正一道派的敕水禁壇科儀。
七月二十八日則進行投寺廟與獻敬，道士抵轄區各寺廟投廟暨抵各斗燈首士獻敬。七月二十九日主舉辦獻敬祭祀的法會，放水燈繞境於此日舉行，除在白天繞行建醮的轄區，晚上則在市區進行繞境，在進行普度儀式之前，則為了感念吳沙及其部屬等開蘭先賢的功績，則特別舉行了「祭拜吳沙公」的儀式。並根據傳統在竹安河口舉行放水燈儀式。以此使孤魂被召請至此地接受超渡。
七月三十日早上，高約100呎的孤棧則吊掛在孤棚頂上，其中上午的活動包括謝三界，這是向上蒼祈求建醮功果並祈求賜福的儀式，同時也包括拜天公儀式。傍晚則為普度科儀，宿朝是整個三朝醮典中最後的朝科，這是搶孤競賽活動之前的重要環節。晚上8點左右，登座開焰口，科儀進行普施，超渡孤魂直到約11點左右才完畢。

### 搶孤

搶孤活動定於七月三十日午夜開始，可分為兩個階段。首先進行飯棚（個人賽）搶孤，然後緊接著進行大棚（團體賽）搶孤。其中，供品被視為搶孤競技的主要目標，並共約12名隊伍進行競爭，每小隊通常由五人組成，每個隊伍只能使用一根棚柱，並限制使用一條麻繩作為工具。比賽開始一聲鑼響後，隊伍必須迅速行動抱住棚柱，並嘗試攀爬上孤棚。由於孤棚的表面塗滿塗滿易滑的牛油，參賽隊伍必須依靠高度的團隊協作。通常採取羅漢式攀爬方式將第一位隊員抬升到空中，然後快速攀爬到孤棚頂端的「倒塌棚」。將棚上的糕餅撒落地面後攀爬約30公尺高的孤棧。
一旦成功爬上孤棚時，隊伍中的成員必須迅速砍斷棚頂的紅繩索，並僅能使用剩下的白布來協助攻頂，取下棧頂上的順風旗。獲得順風旗的隊伍將被冠以勝利者的榮譽，據民間信仰，搶得順風旗的人將獲得神鬼的庇護。事後則進行跳鍾馗以此進行謝壇、送孤，在近年舉行的活動則會取得高額獎金。

## 另見
- 恆春搶孤
- 蘭陽博物館

## 外部連結
- 頭城搶孤的Facebook專頁
- 傳統慶典--頭城搶孤 - 文化部iCulture
- 頭城搶孤 - 臺灣宗教文化地圖 （页面存档备份，存于）